# 名古屋ステーション開発
名古屋ステーション開発株式会社（なごやステーションかいはつ）は、愛知県名古屋市中村区名駅に本社を置くデベロッパー。東海旅客鉄道（JR東海）の完全子会社（連結子会社）である。

## 概要

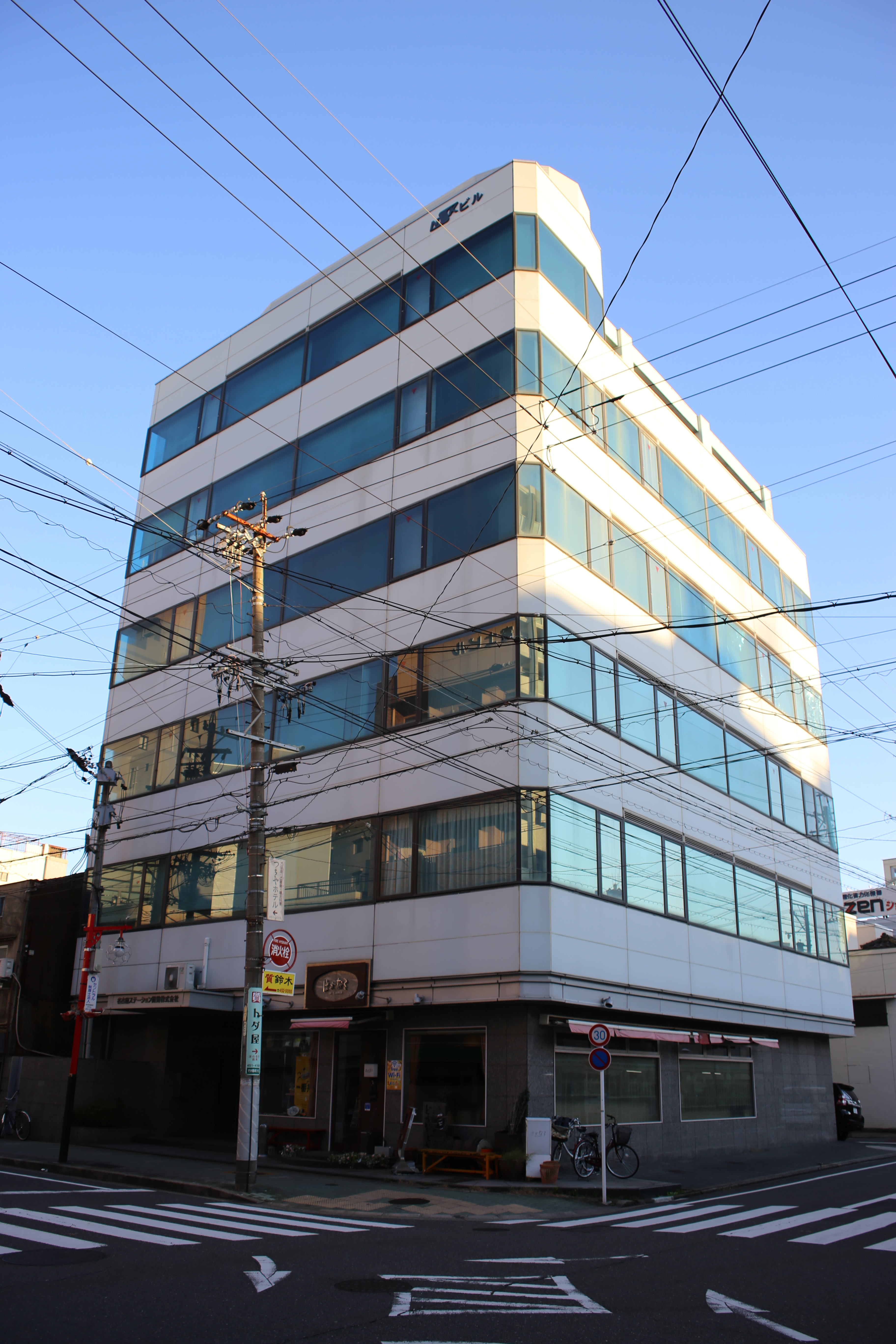
旧本社ビル

1988年（昭和63年）3月8日設立。駅ビル・駅ナカ商業施設「アスティ (ASTY) 」の運営のほか、東海道新幹線および在来線の高架下事業、名古屋駅地下街「名古屋中央地下通り（ファッションワン）」の管理・運営を行っている。
1993年（平成5年）3月1日に中村区竹橋町の本社ビルへ移転。現在は名駅のJRゲートタワー内に本社を再移転している。

## 運営施設
店舗営業の詳細は、各駅記事を参照。
- 名古屋駅構内のショッピングゾーン・飲食ゾーンの運営
- 下記駅の「アスティ (ASTY) 」の運営
  - アスティ岐阜（岐阜駅）[4] - 2003年開業[5]
  - アスティ大垣（大垣駅）
  - アスティ一宮（尾張一宮駅）
  - アスティ三河安城（三河安城駅）
  - アスティ鶴舞（鶴舞駅）
  - アスティ大曽根（大曽根駅）
  - アスティ高蔵寺（高蔵寺駅）
  - アスティ多治見（多治見駅）
- 津チャム（CHUM、津駅）の駅ビル運営
- 尾州ビレッジ（尾張一宮駅南側）の運営
- 高架下（テナント）の活用

## 関連会社
- 東海旅客鉄道
以下はいずれもJR東海系列で、東海道新幹線駅・高架下の商業施設を運営。
  - 東京ステーション開発
  - 新横浜ステーション開発
  - ジェイアール東海静岡開発
  - 静岡ターミナル開発
  - 浜松ターミナル開発
  - 豊橋ステーションビル
  - ジェイアールセントラルビル
  - ジェイアール東海髙島屋
  - ジェイアール東海関西開発